# 阿部相模肩燈魚
阿部相模肩燈魚，為管肩魚科的其中一種，為深海魚類，分布於西太平洋日本、東太平洋加拿大卑詩省、下加利福尼亞至祕魯、智利海域，深度37-1500公尺，體長可達33公分，棲息在中層水域，生活習性不明。